# 伊尔豪森
伊尔豪森是德国莱茵兰-普法尔茨州的一个市镇。总面积7.19平方公里，总人口224人，其中男性115人，女性109人（2011年12月31日），人口密度31人/平方公里。